# Sarah Mattner-Trembleau
Sarah Mattner-Trembleau (Wenen, 11 mei 2003) is een in Oostenrijk geboren voetbalspeelster uit Duitsland. Ze speelt als aanvaller voor SKN St. Pölten in de ÖFB-Frauenliga.

## Clubcarrière
Mattner-Trembleau begon op achtjarige leeftijd met voetballen in de jeugdopleiding van First Vienna FC. Ze maakte op 25 september 2017 haar debuut voor de hoofdmacht van de club uit de Oostenrijkse hoofdstad in een 2-3 uitoverwinning op Wiener Sport-Club. Mattner-Trembleau maakte haar eerste van zes doelpunten dat seizoen in de Wiener Landsliga op 22 april 2018. Uiteindelijk kwam ze tot 63 competitiewedstrijden en 51 doelpunten voor First Vienna FC.
In de winterstop van het seizoen 2022/23 maakte Mattner-Trembleau de overstap naar SKN St. Pölten. Ze debuteerde voor de club op 10 maart 2023 in de kwartfinales van de ÖFB Frauen Cup. Een week later volgde haar debuut in de ÖFB-Frauenliga in een met 16-0 gewonnen thuiswedstrijd tegen SKV Altenmarkt. In deze wedstrijd maakte ze gelijk vier doelpunten. Mattner-Trembleau won dat seizoen met SKN St. Pölten de dubbel door zowel Oostenrijks landskampioen te worden als de ÖFB Frauen Cup te winnen. In het daaropvolgende seizoen wisten Mattner-Trembleau en haar teamgenoten opnieuw de dubbel te winnen. Met SKN St. Pölten kwam ze uit in de groepsfase van de Champions League 2024/25 en de Champions League 2023/24. In een wedstrijd tegen SK Brann wist Mattner-Trembleau haar eerste doelpunt in deze competitie te maken.

## Statistieken
| Seizoen | Club            | Land       | Competitie     | Wedstrijden | Doelpunten |
| ------- | --------------- | ---------- | -------------- | ----------- | ---------- |
| 2021/22 | First Vienna FC | Oostenrijk | ÖFB-Frauenliga | 8           | 12         |
| 2022/23 | First Vienna FC | Oostenrijk | ÖFB-Frauenliga | 1           | 1          |
| 2022/23 | SKN St. Pölten  | Oostenrijk | ÖFB-Frauenliga | 3           | 6          |
| 2023/24 | SKN St. Pölten  | Oostenrijk | ÖFB-Frauenliga | 5           | 6          |
| 2024/25 | SKN St. Pölten  | Oostenrijk | ÖFB-Frauenliga | 17          | 6          |
| 2025/26 | SKN St. Pölten  | Oostenrijk | ÖFB-Frauenliga | 0           | 0          |
| Totaal  | Totaal          | Totaal     | Totaal         | 34          | 27         |

Laatste update: 13 augustus 2025

## Interlandcarrière
Mattner-Trembleau maakte haar debuut voor Duitsland -19  op 21 juni 2022 in Clairefontaine-en-Yvelines in een 4-1 overwinning op Frankrijk -19. In diezelfde wedstrijd maakte ze in de 48e minuut haar eerste doelpunt voor Duitsland -19. Met dezelfde jeugdselectie nam ze deel aan het EK 2022. Datzelfde jaar was ze eveneens van de partij met Duitsland -20 op het WK 2022.
In 2025 debuteerde Mattner-Trembleau voor Duitsland -23.